# Baltic Pride
Baltic Pride är en prideparad som äger rum varje år i någon av de tre baltiska huvudstäderna Tallinn, Riga eller Vilnius. Baltic Pride syftar till att främja tolerans i samhället och HBT-rättigheter och stöds av ILGA-Europe. Sedan 2009 är paradens organisatörer lettiska Mozaika, litausika Lietuvos gėjų lyga och estniska Eesti LGBT Ühing.
Flera prideparader har hållits i Tallinn och Riga sedan 2004 men paraden år 2009 var den första under namnet Baltic Pride. På grund av Covid-19-pandemin ersattes paraden i Tallinn år 2020 av ett digitalt evenemang.

## Historia

### 2009 i Riga
Prideparaden den 19 maj kunde genomföras efter att en domstol hade upphävt ett lokalt förbud. Mer än 
70 internationella aktivister från Amnesty International och 23 länder i Europa väntades delta i paraden och firandet.

### 2010 i Vilnius
Den första prideparaden i Litauen hölls på ett inhägnat område i utkanten av Vilnius. Polis skyddade de 350 deltagarna från flera tusen motdemonstranter.

### 2011 i Tallinn
Festivalen ägde rum 6–11 juni. Den  avslutades med en konsert i Tallins centrum i stället för en prideparad.

### 2012 i Riga
Trots protester från bland annat nynazistiska grupper kunde en prideparad med 300–400 deltagare tåga genom kullerstensgatorna i Riga. Poliserna var nästan lika många, men några demonstranter syntes inte till.

### 2013 i Vilnius
Prideparaden med 1 000 deltagare fick tillstånd att demonstrera i centrala Vilnius samma dag som den löpte av stapeln. Trettio motdemonstranter arresterades av polis.

### 2016 i Vilnius
3 000 personer deltog i prideparaden i centrala Vilnius som möttes av ett 50-tal motdemonstanter.

### 2017 i Tallinn
Den 8 juli deltog omkring 1 800 i en prideparad i Tallinn till tioårsminnet av den första paraden i staden som avbröts av våldsamma protester och angrepp på deltagarna. Årets firande förlöpte fredligt även om flera protesterande hade mött upp.

### 2018 i Riga
För första gången deltog ett företag och tre politiska partier i prideparaden i Riga. Den var kulminationen på hundra dagars firande i staden och de 8 000 deltagarna hälsades av mängder av folk längs rutten med regnbågsflaggor och höjda glas.

### 2019 i Vilnius
Mer än 10 000 personer deltog i prideparaden den 8 juni i centrala Vilnius under mottot "Vi är en familj".

### 2020 i Tallinn
Ersatt av ett digitalt event.

### 2021 i Riga
Festivalen började den 2 augusti och pågick till den 7 augusti med temat "tills alla är lika". Den avhölls under polisbevakning, men utan större incidenter. Prideparaden ersattes av en speciell "pridebuss" som körde genom centrum.

### 2022 i Vilnius
Festivalen inleddes den 31 maj med en speciell "regnbågsbuss" genom centrum och avslutades med en prideparad. Arrangörerna räknade med att 10 000 personer skulle delta. Mottot för festivalen var "en marsch för jämlikhet och fred".